# Rogliano, Korzika
Rogliano (korziško Ruglianu) je naselje in občina v francoskem departmaju Haute-Corse regije - otoka Korzika. Leta 2007 je naselje imelo 549 prebivalcev.

## Geografija
Kraj, sestavljen iz več zaselkov, leži na skrajnem severovzhodu otoka Korzike na rtu Cap Corse nad zalivom Macinaggio, 40 km severno od središča Bastie.

## Uprava
Rogliano je sedež kantona Capobianco, v katerega so poleg njegove vključene še občine Barrettali, Cagnano, Centuri, Ersa, Luri, Meria, Morsiglia, Pino in Tomino z 2.423 prebivalci.
Kanton Capobianco je sestavni del okrožja Bastia.

## Zgodovina
Ime sedanje občine izhaja iz rimskega poimenovanja tega ozemlja Pagus Aurelianus. Zaliv Macinaggio je bil rimska pomorska baza.
Na višini Trois Pointes se nahajajo ostanki gradu genovske plemiške družine Da Mare, ki je vladala temu ozemlju od 12. do 16. stoletja.

## Zanimivosti
- Na ozemlju občine se nahaja več utrjenih stolpov iz časa Genovske republike: Torra d'Agnellu, Torra di Finochjarola, Torra di Roglianu, Torra di Santa Maria Chjapella.